# Vallesia sinaloensis
Vallesia sinaloensis är en oleanderväxtart som beskrevs av E. Meyer och J.F. Morales. Vallesia sinaloensis ingår i släktet Vallesia och familjen oleanderväxter. Inga underarter finns listade i Catalogue of Life.